# Chỉ số FTSE 100
Chỉ số 100 chứng khoán của Financial Times (Financial Times Stock Exchange 100 Index), còn được gọi là chỉ số FTSE 100, FTSE 100, FTSE, hay, một cách không chính thức, "Footsie" /ˈfʊtsi/, là một chỉ số cổ phiếu của 100 công ty có giá trị vốn hóa thị trường lớn nhất niêm yết trên Sở giao dịch chứng khoán London. Nó được xem như thước đo cho sự thịnh vượng của các doanh nghiệp được điều chỉnh bởi luật công ty Vương quốc Anh. Chỉ số này được duy trì bởi Tập đoàn FTSE, một chi nhánh của Tập đoàn giao dịch chứng khoán London.

## Các thành phần hiện tại theo vốn hóa thị trường tính đến tháng 2 năm 2016
Bảng dưới đây liệt kê danh sách các công ty FTSE 100 đo bằng vốn hóa thị trường sau những thay đổi vào ngày 15 tháng 2 năm 2016. Số lượng nhân viên được lấy từ báo cáo công ty, chủ yếu từ năm 2013 đến 2015, và từ Financial Times. Chỉ số bao gồm 100 công ty, nhưng có tới 101 mục, vì Royal Dutch Shell có cả cổ phiếu lớp A và B được niêm yết. Cổ phiếu của Schroders Non Voting cũng được niêm yết đến ngày 1 tháng 6 năm 2012 khi các luật nghiêm ngặt hơn của FTSE có hiệu lực.
| Công ty                                      | Mã   | Ngành                | Vốn hóa (tỉ bảng) | Số nhân viên |
| -------------------------------------------- | ---- | -------------------- | ----------------- | ------------ |
| 3i                                           | III  | Góp vốn tư nhân      | 4.06              | 266          |
| Aberdeen Asset Management                    | DNA  | Quản lý quỹ          | 3.14              | 1,800        |
| Admiral Group                                | ADM  | Bảo hiểm             | 4.91              | 2,500        |
| Anglo American plc                           | AAL  | Khai thác mỏ         | 6.09              | 100,000      |
| Antofagasta                                  | ANTO | Khai thác mỏ         | 4.71              | 4,005        |
| ARM Holdings                                 | ARM  | Kỹ thuật             | 13.2              | 2,000        |
| Ashtead Group                                | AHT  | Cho thuê trang bị    | 4.26              | 12,810       |
| Associated British Foods                     | ABF  | Thực phẩm            | 25.77             | 102,000      |
| AstraZeneca                                  | AZN  | Dược phẩm            | 51.23             | 57,200       |
| Aviva                                        | AV.  | Bảo hiểm             | 17.69             | 40,800       |
| Babcock International                        | BAB  | Kỹ thuật             | 4.65              | 34,000       |
| BAE Systems                                  | BA.  | Quân sự              | 16.01             | 107,000      |
| Barclays                                     | BARC | Ngân hàng            | 27.18             | 150,000      |
| Barratt Developments                         | BDEV | Xây dựng             | 5.86              | 5,000        |
| Berkeley Group Holdings                      | BKG  | Xây dựng             | 4.60              | 2,050        |
| BHP Billiton                                 | BLT  | Khai thác mỏ         | 41.88             | 46,370       |
| BP                                           | BP.  | Dầu khí              | 63.13             | 97,700       |
| British American Tobacco                     | BATS | Thuốc lá             | 71.4              | 87,813       |
| British Land                                 | BLND | Bất động sản         | 7.13              | 177          |
| BT Group                                     | BT.A | Viễn thông           | 45.61             | 89,000       |
| Bunzl                                        | BNZL | Sản phẩm công nghiệp | 6.38              | 12,368       |
| Burberry                                     | BRBY | Thời trang           | 5.65              | 10,851       |
| Capita                                       | CPI  | Dịch vụ hỗ trợ       | 7.38              | 46,500       |
| Carnival Corporation & plc                   | CCL  | Giải trí             | 24.85             | 86,800       |
| Centrica                                     | CNA  | Năng lượng           | 10.72             | 40,000       |
| Coca-Cola HBC AG                             | CCH  | Tiêu dùng            | 5.1               | 38,312       |
| Compass Group                                | CPG  | Thực phẩm            | 20.21             | 471,108      |
| CRH plc                                      | CRH  | Vật liệu xây dựng    | 10.9              | 76,433       |
| DCC plc                                      | DCC  | Đầu tư               | 5.03              | 9,804        |
| Diageo                                       | DGE  | Đồ uống              | 46.01             | 25,000       |
| Direct Line Group                            | DLG  | Bảo hiểm             | 5.15              | 13,900       |
| Dixons Carphone                              | DC.  | Bán lẻ               | 5.16              | 40,000       |
| EasyJet                                      | EZJ  | Du lịch              | 6.17              | 11,000       |
| Experian                                     | EXPN | Thông tin            | 11.1              | 17,000       |
| Fresnillo plc                                | FRES | Khai thác mỏ         | 6.99              | 2,449        |
| GKN                                          | GKN  | Chế tạo              | 4.79              | 50,000       |
| GlaxoSmithKline                              | GSK  | Dược phẩm            | 67.38             | 97,389       |
| Glencore                                     | GLEN | Khai thác mỏ         | 16.96             | 57,656       |
| Hammerson                                    | HMSO | Bất động sản         | 4.42              | 277          |
| Hargreaves Lansdown                          | HL.  | Tài chính            | 5.87              | 650          |
| Hikma Pharmaceuticals                        | HIK  | Chế tạo              | 3.71              | 6,000        |
| HSBC                                         | HSBA | Ngân hàng            | 88.11             | 267,000      |
| Imperial Brands                              | IMB  | Thuốc lá             | 35.78             | 38,200       |
| Inmarsat                                     | ISAT | Viễn thông           | 4.47              | 1,590        |
| InterContinental Hotels Group                | IHG  | Khách sạn            | 5.75              | 345,000      |
| International Consolidated Airlines Group SA | IAG  | Du lịch              | 11.01             | 58,476       |
| Intertek                                     | ITRK | Dịch vụ hỗ trợ       | 4.67              | 33,000       |
| Intu Properties                              | INTU | Bất động sản         | 3.89              | 2,180        |
| ITV plc                                      | ITV  | Truyền thông         | 10.15             | 4,059        |
| Johnson Matthey                              | JMAT | Hóa chất             | 4.79              | 9,700        |
| Kingfisher plc                               | KGF  | Bán lẻ đồ gia dụng   | 7.8               | 80,000       |
| Land Securities                              | LAND | Bất động sản         | 8.19              | 700          |
| Legal & General                              | LGEN | Bảo hiểm             | 13.21             | 9,324        |
| Lloyds Banking Group                         | LLOY | Ngân hàng            | 44.11             | 120,449      |
| London Stock Exchange Group                  | LSE  | Tài chính            | 8.06              | 4,692        |
| Marks & Spencer                              | MKS  | Bán lẻ               | 7.01              | 81,223       |
| Merlin Entertainments                        | MERL | Giải trí             | 4.42              | 28,000       |
| Mondi                                        | MNDI | Chế tạo              | 6.37              | 26,000       |
| National Grid plc                            | NG.  | Năng lượng           | 36.14             | 27,000       |
| Next plc                                     | NXT  | Bán lẻ trang phục    | 6.9               | 58,706       |
| Old Mutual                                   | OML  | Bảo hiểm             | 8.45              | 54,368       |
| Pearson PLC                                  | PSON | Giáo dục             | 6.52              | 37,000       |
| Persimmon plc                                | PSN  | Xây dựng             | 6.34              | 2,450        |
| Provident Financial                          | PFG  | Tài chính            | 4.74              | 3,110        |
| Prudential plc                               | PRU  | Tài chính            | 31.63             | 25,414       |
| Randgold Resources                           | RRS  | Khai thác mỏ         | 5.89              | 6,954        |
| Reckitt Benckiser                            | RB.  | Hàng tiêu dùng       | 46.32             | 32,000       |
| RELX Group                                   | REL  | Xuất bản             | 25.54             | 28,500       |
| Rexam                                        | REX  | Đóng gói             | 25.54             | 19,000       |
| Rio Tinto Group                              | RIO  | Khai thác mỏ         | 34.84             | 67,930       |
| Rolls-Royce Holdings                         | RR.  | Chế tạo              | 11.8              | 55,500       |
| Royal Bank of Scotland Group                 | RBS  | Ngân hàng            | 28.6              | 150,000      |
| Royal Dutch Shell                            | RDSA | Dầu khí              | 160.12            | 90,000       |
| Royal Mail                                   | RMG  | Chuyển phát          | 4.41              | 150,000      |
| RSA Insurance Group                          | RSA  | Bảo hiểm             | 4.16              | 21,000       |
| SABMiller                                    | SAB  | Đồ uống              | 67.32             | 70,000       |
| Sage Group                                   | SGE  | Công nghệ thông tin  | 6.26              | 12,300       |
| Sainsbury's                                  | SBRY | Siêu thị             | 5.02              | 150,000      |
| Schroders                                    | SDR  | Quản lý quỹ          | 6.63              | 3,012        |
| Severn Trent                                 | SVT  | Nước                 | 5.04              | 8,051        |
| Shire plc                                    | SHP  | Dược phẩm            | 22.52             | 4,200        |
| Sky plc                                      | SKY  | Truyền thông         | 17.5              | 22,800       |
| Smith & Nephew                               | SN.  | Y tế                 | 10.27             | 11,000       |
| Smiths Group                                 | SMIN | Kỹ thuật             | 3.84              | 23,550       |
| Sports Direct                                | SPD  | Bán lẻ               | 2.4               | 17,210       |
| SSE plc                                      | SSE  | Năng lượng           | 14.03             | 19,965       |
| Standard Chartered                           | STAN | Ngân hàng            | 13.52             | 86,865       |
| Standard Life                                | SL.  | Quản lý quỹ          | 6.63              | 10,500       |
| St. James's Place plc                        | STJ  | Tài chính            | 4.68              | 1,230        |
| Taylor Wimpey                                | TW.  | Xây dựng             | 5.99              | 3,860        |
| Tesco                                        | TSCO | Siêu thị             | 14.92             | 519,671      |
| Travis Perkins                               | TPK  | Bán lẻ               | 4.46              | 24,000       |
| TUI Group                                    | TUI  | Giải trí             | 5.99              | 76,000       |
| Unilever                                     | ULVR | Hàng tiêu dùng       | 90.42             | 171,000      |
| United Utilities                             | UU.  | Nước                 | 6.36              | 5,096        |
| Vodafone Group                               | VOD  | Viễn thông           | 56.55             | 86,373       |
| Whitbread                                    | WTB  | Dịch vụ khách hàng   | 7.09              | 86,800       |
| Wolseley plc                                 | WOS  | Vật liệu xây dựng    | 9.20              | 44,000       |
| Worldpay                                     | WPG  | Dịch vụ thanh toán   | 5.9               | 4,500        |
| WPP plc                                      | WPP  | Truyền thông         | 19.01             | 162,000      |

## Danh sách các thành phần
Các thành phần sau dựa theo sự thay đổi vào ngày 20 tháng 3 năm 2017:
- 3i
- Admiral Group
- Anglo American
- Antofagasta
- Ashtead Group
- Associated British Foods
- AstraZeneca
- Aviva
- Babcock International
- BAE Systems
- Barclays
- Barratt Developments
- BHP Billiton
- BP
- British American Tobacco
- British Land Company
- BT Group
- Bunzl
- Burberry
- Carnival
- Centrica
- Coca-Cola HBC
- Compass Group
- ConvaTec
- CRH
- Croda International
- DCC
- Diageo
- Direct Line
- easyJet
- Experian
- Fresnillo
- GKN
- GlaxoSmithKline
- Glencore
- Hammerson
- Hargreaves Lansdown
- Hikma Pharmaceuticals
- HSBC
- Imperial Brands
- Informa
- InterContinental Hotels Group
- International Airlines Group
- Intertek
- Intu Properties
- ITV
- Johnson Matthey
- Kingfisher
- Land Securities Group
- Legal & General
- Lloyds Banking Group
- London Stock Exchange Group
- Marks & Spencer
- Mediclinic International
- Merlin Entertainments
- Micro Focus International
- Mondi
- Morrisons
- National Grid
- Next
- Old Mutual
- Paddy Power Betfair
- Pearson
- Persimmon
- Provident
- Prudential
- Randgold Resources
- Reckitt Benckiser
- RELX Group
- Rentokil Initial
- Rio Tinto Group
- Rolls-Royce
- Royal Bank of Scotland Group
- Royal Dutch Shell
- Royal Mail
- RSA Insurance Group
- Sage Group
- J Sainsbury
- Schroders
- Scottish Mortgage Investment Trust
- Severn Trent
- Shire
- Sky
- Smith & Nephew
- Smiths Group
- Smurfit Kappa Group
- SSE
- Standard Chartered
- Standard Life
- St. James's Place
- Taylor Wimpey
- Tesco
- TUI
- Unilever
- United Utilities
- Vodafone
- Whitbread
- Wolseley
- Worldpay
- WPP

## Các thành phần trước kia
- Abbey Life (trở thành chi nhánh của Lloyds TSB vào năm 1996, sau đó bán lại cho Deutsche Bank vào năm 2007)[5]
- Abbey National (được mua lại bởi Banco Santander Central Hispano, bây giờ là một phần của chi nhánh Santander UK)[6]
- Aberdeen Asset Management (giá trị vốn hóa thị trường giảm quá thấp)
- African Barrick Gold (giá trị vốn hóa thị trường giảm quá thấp)
- Aggreko (giá trị vốn hóa thị trường giảm quá thấp)
- Alliance & Leicester (được mua lại bởi Banco Santander Central Hispano, bây giờ là một phần của chi nhánh Santander UK)[7]
- Alliance Boots (được mua lại bởi quỹ cổ phần riêng của Kohlberg Kravis Roberts)[8]
- Alliance Trust (giá trị vốn hóa thị trường giảm quá thấp)
- Allied Domecq (được mua lại bởi Pernod Ricard)[9]
- Allied Zurich (công ty cổ phần kép cùng với Zurich Allied, các công ty hợp nhất vào năm 2000 thành Zurich Financial Services)[10]
- AMEC (giá trị vốn hóa thị trường giảm quá thấp)
- Amersham (được mua lại bởi GE, bây giờ là một phần của chi nhánh GE Healthcare)[11]
- Amstrad (được mua lại bởi British Sky Broadcasting)[12]
- Argos (được mua lại bởi GUS và hiện tại được sở hữu bởi Home Retail Group)[13]
- Argyll Group (đổi tên thành Safeway vào năm 1996, sau đó bị Morrisons sở hữu vào năm 2004)[14]
- Arjo Wiggins Appleton (được mua lại bởi Worms & Cie)[15]
- ARM Holdings (được mua lại bởi SoftBank Group)[16]
- ASDA Group (được mua lại bởi Wal-Mart)[17]
- BAA (được mua lại bởi Ferrovial)[18]
- Balfour Beatty (giá trị vốn hóa thị trường giảm quá thấp)
- Baltimore Technologies (được mua lại bởi Oryx International Growth Fund)[19]
- Bank of Scotland (sáp nhập với Halifax thành HBOS, và bây giờ là một phần của Lloyds Banking Group)[20]
- Barratt Developments (giá trị vốn hóa thị trường giảm quá thấp)
- Bass (trở thành Six Continents và sau đó là InterContinental Hotels Group)[21]
- Beecham Group (sáp nhập với SmithKline và sau đó với Glaxo thành GlaxoSmithKline)[22]
- Berisford (đổi tên thành Enodis, sau đó được The Manitowoc Company mua lại)[23]
- Berkeley Group Holdings (giá trị vốn hóa thị trường giảm quá thấp)
- BET, formerly British Electric Traction (được mua lại bởi Rentokil, giờ là Rentokil Initial)[24]
- BG Group (được mua lại bởi Royal Dutch Shell)[25]
- BICC (đổi tên thành Balfour Beatty)[26]
- Blue Arrow (được mua lại bởi Corporate Services Group)[27]
- Blue Circle Industries (được mua lại bởi Lafarge)[28]
- BOC (được mua lại bởi The Linde Group)[29]
- Bowater (đổi tên thành Rexam)[30]
- Bookham Technology (đổi tên thành Oclaro và giờ được giao dịch trên sàn Nasdaq)[31]
- BPB Industries (được mua lại bởi Saint-Gobain)[32]
- Bradford & Bingley (mạng lưới chi nhánh được Banco Santander Central Hispano mua lại, bây giờ là một phần của chi nhánh Santander UK; cho vay theo quốc hữu hóa)[33]
- Brambles Industries (chỉ được niêm yết trên Sở giao dịch chứng khoán Úc)[34]
- British Aerospace (sáp nhập với Marconi Electronic Systems thành BAE Systems)[35]
- British Airways (sáp nhập với Iberia thành International Airlines Group)[36]
- British Home Stores (được mua lại bởi Storehouse và sau đó bán lại cho Philip Green)[37]
- British Steel (sáp nhập với Koninklijke Hoogovens N.V. thành Corus Group, bây giờ là một phần của Tata Steel)[38]
- British & Commonwealth (sụp đổ năm 1990)[39]
- Britoil (được mua lại bởi BP)[40]
- BTR (sáp nhập với Siebe thành BTR Siebe, sau đó đổi tên thành Invensys)[41]
- Burmah Oil (đổi tên thành Burmah Castrol và được BP mua lại)[42]
- Burton Group (đổi tên thành Arcadia và được Philip Green mua lại)[43]
- Cable & Wireless Worldwide (giá trị vốn hóa thị trường giảm quá thấp)
- Cadbury (được mua lại bởi Kraft Foods)[44]
- Cairn Energy (giá trị vốn hóa thị trường giảm quá thấp)
- Capita (giá trị vốn hóa thị trường giảm quá thấp)
- Carlton Communications (sáp nhập với Granada thành ITV)[45]
- Carphone Warehouse Group (giá trị vốn hóa thị trường giảm quá thấp)
- Celltech (được mua lại bởi UCB in 2004)[46]
- CMG (sáp nhập với Logica thành LogicaCMG)[47]
- Coats Viyella (được mua lại bởi Guinness Peat Group và đổi tên thành Coats)[48]
- Cobham (giá trị vốn hóa thị trường giảm quá thấp)
- COLT Telecom Group (giá trị vốn hóa thị trường giảm quá thấp)
- Commercial Union Assurance (sáp nhập với General Accident thành CGU, itself bây giờ là một phần của Aviva)[49]
- Consolidated Gold Fields (được mua lại bởi Hanson)[50]
- Cookson Group (giá trị vốn hóa thị trường giảm quá thấp)
- Corus Group (được mua lại bởi Tata Steel, hiện tại thành chi nhánh Tata Steel Europe)[38]
- Courtaulds (sắp nhập vào 2 công ty được mua lại bởi Sara Lee và Akzo Nobel)[51]
- Daily Mail and General Trust (giá trị vốn hóa thị trường giảm quá thấp)
- Dalgety (đổi tên thành PIC International và sau đó là Sygen International rồi được mua lại bởi Genus)[52]
- Debenhams (giá trị vốn hóa thị trường giảm quá thấp)
- De La Rue (giá trị vốn hóa thị trường giảm quá thấp)
- Dimension Data Holdings (giá trị vốn hóa thị trường giảm quá thấp, được mua lại bởi Nippon Telegraph and Telephone)[53]
- Distillers (được mua lại bởi Guinness and bây giờ là một phần của Diageo)[54]
- Dixons Carphone (giá trị vốn hóa thị trường giảm quá thấp)
- Dixons Group (đổi tên thành to DSG International và sau đó là Dixons Retail; giá trị vốn hóa thị trường giảm quá thấp)[55]
- Dowty Group (được mua lại bởi TI Group, bây giờ là một phần của Smiths Group)[56]
- DSG International (đổi tên thành Dixons Retail; giá trị vốn hóa thị trường giảm quá thấp)[55]
- Eagle Star (được mua lại bởi BAT Industries và sau đó sáp nhập vào Zurich Financial Services)[57]
- Eastern Group (được mua lại bởi Texas Utilities rồi sau đó là Powergen, bây giờ là một phần của E.ON UK)[58]
- ECC Group (được mua lại bởi Imetal)[59]
- Edinburgh Investment Trust (giá trị vốn hóa thị trường giảm quá thấp)
- Electrocomponents (giá trị vốn hóa thị trường giảm quá thấp)
- EMAP (được mua lại bởi Apax and the Guardian Media Group)[60]
- EMI Group (được mua lại bởi Terra Firma Capital Partners, bây giờ do Citigroup sở hữu)[61]
- Energis (được mua lại bởi Cable and Wireless)[62]
- English China Clays (được mua lại bởi Imetal)[59]
- Enterprise Inns (giá trị vốn hóa thị trường giảm quá thấp)
- Enterprise Oil (được mua lại bởi Royal Dutch Shell)[63]
- Essar Energy (giá trị vốn hóa thị trường giảm quá thấp)
- Eurasian Natural Resources Corporation (giá trị vốn hóa thị trường giảm quá thấp)
- Eurotunnel (giá trị vốn hóa thị trường giảm quá thấp)
- Evraz (giá trị vốn hóa thị trường giảm quá thấp)
- Exco International (được mua lại bởi British & Commonwealth Holdings)[64]
- Exel (được mua lại bởi Deutsche Post)[65]
- Ferranti International (sụp đổ năm 1993)[66]
- Ferrexpo (giá trị vốn hóa thị trường giảm quá thấp)
- FirstGroup (giá trị vốn hóa thị trường giảm quá thấp)
- Fisons (được mua lại bởi Rhone-Poulenc Rorer, giờ là Sanofi-Aventis)[67]
- Foreign & Colonial Investment Trust (giá trị vốn hóa thị trường giảm quá thấp)
- Forte (được mua lại bởi Granada, giờ là ITV)[68]
- Freeserve (được mua lại bởi France Télécom, giờ là Orange)[69]
- Friends Life (được mua lại bởi Aviva)[70]
- Friends Provident (được mua lại bởi Resolution Limited)[71]
- G4S (giá trị vốn hóa thị trường giảm quá thấp)
- Gallaher Group (được mua lại bởi Japan Tobacco)[72]
- Gateway Corporation (đổi tên thành Somerfield, sau đó bị mua lại bởi The Co-operative Group)[73]
- GEC, formerly General Electric Company (đổi tên thành Marconi và giờ là Telent)[74]
- General Accident (sáp nhập với Commercial Union thành CGU, bây giờ là một phần của Aviva)[49]
- George Wimpey (sáp nhập với Taylor Woodrow thành Taylor Wimpey)[75]
- Glaxo Wellcome (sáp nhập với SmithKline Beecham thành GlaxoSmithKline)[22]
- Globe Investment Trust (được mua lại bởi British Coal Pension Fund)[76]
- Granada Compass (chia tách vào năm 2001 thành Granada và Compass Group)[77]
- Granada (sáp nhập với Carlton Communications thành ITV)[45]
- Greenall's Group (đổi tên thành De Vere Group và sau đó được mua lại bởi một liên doanh các nhà đầu tư tư nhân)[78]
- Grand Metropolitan (sáp nhập với Guinness thành Diageo)[79]
- Guardian Royal Exchange (được mua lại bởi Axa)[80]
- Guinness (sáp nhập với Grand Metropolitan thành Diageo)[79]
- GUS (sáp nhập vào Home Retail Group và Experian)[81]
- Habitat Mothercare (sáp nhập với British Home Stores thành Storehouse and subsequently renamed Mothercare again)[82]
- Halifax Group (sáp nhập với the Bank of Scotland thành HBOS)[20]
- Hambro Life (đổi tên thành Allied Dunbar và bị mua lại bởi BAT Industries và sau đó sáp nhập vào Zurich Financial Services)[83]
- Hanson (được mua lại bởi Heidelberg Cement)[84]
- Harrisons & Crosfield (đổi tên thành Elementis)[85]
- Hawker Siddeley (được mua lại bởi BTR, và giờ là Invensys)[86]
- Hays (giá trị vốn hóa thị trường giảm quá thấp)
- HBOS Group plc (được mua lại bởi Lloyds TSB, now Lloyds Banking Group)[87]
- Hikma Pharmaceuticals (giá trị vốn hóa thị trường giảm quá thấp)
- Hillsdown Holdings (được mua lại bởi Hicks, Muse, Tate và Furst và bị bán lại cho Premier Foods)[88]
- Home Retail Group (giá trị vốn hóa thị trường giảm quá thấp)
- House of Fraser (được mua lại bởi Baugur)[89]
- ICAP (giá trị vốn hóa thị trường giảm quá thấp)
- IMI (giá trị vốn hóa thị trường giảm quá thấp)
- Imperial Chemical Industries (được mua lại bởi Akzo Nobel)[90]
- Imperial Continental Gas Association (broke up into Calor and Contibel)[91]
- Inchcape (giá trị vốn hóa thị trường giảm quá thấp)
- Inmarsat (giá trị vốn hóa thị trường giảm quá thấp)
- Innogy Holdings (đổi tên thành Npower và mua lại bởi RWE)[92]
- International Power (được mua lại bởi GDF Suez)[93]
- Intu Properties (giá trị vốn hóa thị trường giảm quá thấp)
- Invensys (giá trị vốn hóa thị trường giảm quá thấp)
- Invesco (chuyển sang niêm yết trên Sở giao dịch chứng khoán New York)[94]
- Investec (giá trị vốn hóa thị trường giảm quá thấp)
- Jaguar (được mua lại bởi Ford và sau đó là Tata Motors)[95]
- Kazakhmys (giá trị vốn hóa thị trường giảm quá thấp)
- Kelda Group (được mua lại bởi liên minh Saltaire Water)[96], là một liên minh các công ty đầu tư gồm Citigroup và HSBC.[97]
- Kingston Communications (đổi tên thành KCOM Group và giá trị vốn hóa thị trường giảm quá thấp)[98]
- Kwik Save Group (sáp nhập với Somerfield)[99]
- Ladbrokes (giá trị vốn hóa thị trường giảm quá thấp)
- Laporte (các chi nhán chính bị mua lại bởi Kohlberg Kravis Roberts)[100]
- Lasmo (được mua lại bởi Eni)[101]
- Lattice Group (sáp nhập với National Grid thành National Grid Transco)[102]
- Logica (giá trị vốn hóa thị trường giảm quá thấp)
- London Electricity (được mua lại bởi Électricité de France, bây giờ là một phần của chi nhánh EDF Energy)[103]
- Lonhro (đổi tên thành Lonmin)[104]
- Lonmin (giá trị vốn hóa thị trường giảm quá thấp)
- Lucas Industries (sáp nhập với Varity thành LucasVarity, và sau đó bị mua lại bởi TRW)[105]
- LucasVarity (được mua lại bởi TRW)[105]
- Magnet and Southerns (được mua lại bởi Berisford)[106]
- Man Group (giá trị vốn hóa thị trường giảm quá thấp)
- Maxwell Communications Corporation (sụp đổ năm 1991)[107]
- MB-Caradon (đổi tên thành Caradon và giờ là Novar, và sau đó bị mua lại bởi Honeywell)[108]
- Melrose (giá trị vốn hóa thị trường giảm quá thấp)
- Meggitt (giá trị vốn hóa thị trường giảm quá thấp)
- MEPC (được mua lại bởi Leconport Estates)[109]
- Mercury Asset Management (được mua lại bởi Merrill Lynch)[110]
- MFI Furniture (đổi tên thành Galiform và sau đó là Howden Joinery và giá trị vốn hóa thị trường giảm quá thấp)[111]
- Midlands Electricity (được mua lại bởi Acquila Sterling, bây giờ là một phần của E.ON UK)[112]
- Midland Bank (được mua lại bởi HSBC)[113]
- Misys (giá trị vốn hóa thị trường giảm quá thấp)
- Mitchells & Butlers (giá trị vốn hóa thị trường giảm quá thấp)
- National Westminster Bank (được mua lại bởi Royal Bank of Scotland Group)[114]
- NFC (sáp nhập với Ocean Group thành Exel, bây giờ là một phần của Deutsche Post)[115]
- Northern Foods (giá trị vốn hóa thị trường giảm quá thấp, trước khi Ranjit Boparan mua lại)[116]
- Northern Rock (giá trị vốn hóa thị trường giảm quá thấp, trước khi bị quốc hữu hóa)[117]
- Norwich Union (sáp nhập với CGNU thành Aviva)[49]
- Nycomed Amersham (được mua lại bởi GE)[11]
- O2 (đổi tên thành Telefónica Europe sau đó bị mua lại bởi Telefónica)[118]
- Orange (được mua lại bởi Mannesmann và sau đó là France Télécom, bây giờ là Orange)[119]
- PartyGaming (giá trị vốn hóa thị trường giảm quá thấp, trước khi sáp nhập bới Bwin để thành Bwin.Party Digital Entertainment)[120]
- P&O (được mua lại bởi Dubai Ports World)[121]
- P&O Princess Cruises (sáp nhập với Carnival Corporation và được niêm yết lại dưới tên Carnival PLC)[122]
- Pennon Group (giá trị vốn hóa thị trường giảm quá thấp)
- Persimmon (giá trị vốn hóa thị trường giảm quá thấp)
- Petrofac (giá trị vốn hóa thị trường giảm quá thấp)
- Pilkington (được mua lại bởi Nippon Sheet Glass)[123]
- Plessey (được mua lại bởi GEC và Siemens)[124]
- Polly Peck (sụp đổ năm 1990)[125]
- Polymetal International (giá trị vốn hóa thị trường giảm quá thấp)
- PowerGen (được mua lại bởi E.ON UK)[126]
- Provident Financial (giá trị vốn hóa thị trường giảm quá thấp)
- Psion (giá trị vốn hóa thị trường giảm quá thấp)
- Punch Taverns (giá trị vốn hóa thị trường giảm quá thấp)
- Racal Electronics (được mua lại bởi Thomson-CSF và sau đó là Thales Group)[127]
- Railtrack (sụp đổ năm 2001)[128]
- Rank Hovis McDougall (được mua lại bởi Premier Foods)[129]
- Reckitt and Coleman (sáp nhập với Benckiser thành Reckitt Benckiser)[130]
- Redland (được mua lại bởi Lafarge)[131]
- Reed International (sáp nhập với Elsevier thành Reed Elsevier)[132]
- Rentokil Initial (giá trị vốn hóa thị trường giảm quá thấp)
- Resolution Limited (changed its name to Friends Life Group)[133]
- Resolution plc (được mua lại bởi Pearl Group)[134]
- Rexam (được mua lại bởi Ball Corporation)[135]
- RMC Group (được mua lại bởi Cemex)[136]
- Rothmans International (được mua lại bởi British American Tobacco)[137]
- J Rothschild (đổi tên thành St. James's Place and giá trị vốn hóa thị trường giảm quá thấp)[138]
- Rowntree's (được mua lại bởi Nestlé)[139]
- Royal Insurance (sáp nhập với Sun Alliance Group thành Royal & SunAlliance)[140]
- Saatchi & Saatchi (được mua lại bởi Publicis)[141]
- Safeway (được mua lại bởi Morrisons)[142]
- SABMiller (được mua lại bởi Anheuser-Busch InBev)[143]
- Scottish & Newcastle (được mua lại bởi liên minh Heineken và Carlsberg)[144]
- Scottish Hydro Electric (sáp nhập với Southern Electric thành Scottish and Southern Energy)[145]
- Scottish Power (được mua lại bởi Iberdrola)[146]
- Sears (được mua lại bởi January Investments - do Philip Green sở hữu)[147]
- Securicor (sáp nhập với Group 4 Falck thành G4S)[148]
- Sedgwick (được mua lại bởi Marsh & McLennan)[149]
- Segro (giá trị vốn hóa thị trường giảm quá thấp)
- Sema Group (được mua lại bởi Schlumberger)[150]
- Serco (giá trị vốn hóa thị trường giảm quá thấp)
- Shell Transport and Trading Company (hiện tại được tái cấu trúc với Royal Dutch Petroleum Company thành Royal Dutch Shell)[151]
- Siebe (sáp nhập với BTR thành Invensys)[41]
- SmithKline Beecham (sáp nhập với Glaxo Wellcome thành GlaxoSmithKline)[22]
- Smiths Industries (đổi tên thành Smiths Group)[152]
- Southern Electric (sáp nhập với Scottish Hydro Electric thành Scottish and Southern Energy)[145]
- Spirent (giá trị vốn hóa thị trường giảm quá thấp)
- Sports Direct (giá trị vốn hóa thị trường giảm quá thấp)
- Stagecoach Group (giá trị vốn hóa thị trường giảm quá thấp)
- Standard Telephones and Cables (đổi tên thành STC và bị Nortel mua lại)[153]
- Storehouse (đổi tên thành Mothercare)[154]
- Sun Alliance Group (sáp nhập với Royal Insurance thành Royal & Sun Alliance)[140]
- Sun Life Assurance (được mua lại bởi Axa)[155]
- Sun Life & Provincial Holdings (được mua lại bởi Axa)[155]
- Tarmac (được mua lại bởi Anglo American)[156]
- Tate & Lyle (giá trị vốn hóa thị trường giảm quá thấp)
- Taylor Wimpey (giá trị vốn hóa thị trường giảm quá thấp)
- Taylor Woodrow (sáp nhập với George Wimpey thành Taylor Wimpey)[75]
- Telewest Communications (sáp nhập với NTL thành NTL:Telewest now Virgin Media)[157]
- Thames Water (được mua lại bởi RWE và rồi được bán lại cho Macquarie Bank)[158]
- The Energy Group (được mua lại bởi Texas Utilities và rồi E.ON UK)[58]
- Thomas Cook Group (giá trị vốn hóa thị trường giảm quá thấp)
- Thomson Reuters (hủy niêm yết cổ phiếu trên Sở Giao dịch Chứng khoán Luân Đôn vì nó không còn là công ty niêm yết)[159]
- Thorn (được mua lại bởi Nomura Group)[160]
- Thorn EMI (đổi tên thành EMI Group và sau đó bị mua lại bởi Terra Firma Capital Partners)[160]
- Thus (giá trị vốn hóa thị trường giảm quá thấp, sau đó bị Cable & Wireless Worldwide mua lại)[161]
- TI Group (được mua lại bởi Smiths Group)[162]
- Tomkins (được mua lại bởi Onex Corporation và Canada Pension Plan Investment Board)[163]
- Trafalgar House (được mua lại bởi Kværner)[164]
- Travis Perkins (giá trị vốn hóa thị trường giảm quá thấp)
- TSB Group (sáp nhập với Lloyds Bank thành Lloyds TSB)[165]
- Trusthouse Forte (được mua lại bởi Granada)[68]
- TUI Travel (giá trị vốn hóa thị trường giảm quá thấp)
- Tullow Oil (giá trị vốn hóa thị trường giảm quá thấp)
- Ultramar (được mua lại bởi LASMO and bây giờ là một phần của Eni)
- Unigate (đổi tên thành Uniq, then giá trị vốn hóa thị trường giảm quá thấp)[166]
- United Biscuits (được mua lại bởi liên minh các nhà đầu tư tài chính)[167]
- United Business Media (giá trị vốn hóa thị trường giảm quá thấp)
- Vedanta Resources (giá trị vốn hóa thị trường giảm quá thấp)
- Warburg SG (được mua lại bởi Swiss Bank Corporation, bây giờ là một phần của UBS)[168]
- Weir Group (giá trị vốn hóa thị trường giảm quá thấp)
- Wellcome (sáp nhập với Glaxo để thành Glaxo Wellcome, sau đó với SmithKline Beecham để thành GlaxoSmithKline)[22]
- W H Smith (giá trị vốn hóa thị trường giảm quá thấp)
- William Hill (giá trị vốn hóa thị trường giảm quá thấp)
- Williams Holdings (demerged into Kidde và Chubb Security, cả hai bây giờ là một phần của United Technologies Corporation)[169]
- Willis Corroon (được mua lại bởi Trinity Acquisition dưới danh nghĩa Kohlberg Kravis Roberts và được đổi tên thành Willis Group)[170]
- Willis Faber (được mua lại bởi Trinity Acquisition dưới danh nghĩa Kohlberg Kravis Roberts và được đổi tên thành Willis Coroon và sau đó là Willis Group)[170]
- Wood Group (giá trị vốn hóa thị trường giảm quá thấp)
- Woolwich (được mua lại bởi Barclays)[171]
- Yell Group (giá trị vốn hóa thị trường giảm quá thấp)
- Zeneca (sáp nhập với Astra thành AstraZeneca)[172]

Nguồn: "FTSE: FTSE 100 Constituent Changes" (PDF). (57.9 KB)